# Улге-алган
Улге́-алга́н (Ульгіалган; каз. Үлгіалған) — село у складі Бурабайського району Акмолинської області Казахстану. Входить до складу Успеноюр'євського сільського округу.
Населення — 30 осіб (2021; 44 у 2009, 102 у 1999, 133 у 1989).
Національний склад станом на 1989 рік:
- казахи — 100 %.